# Lewisham

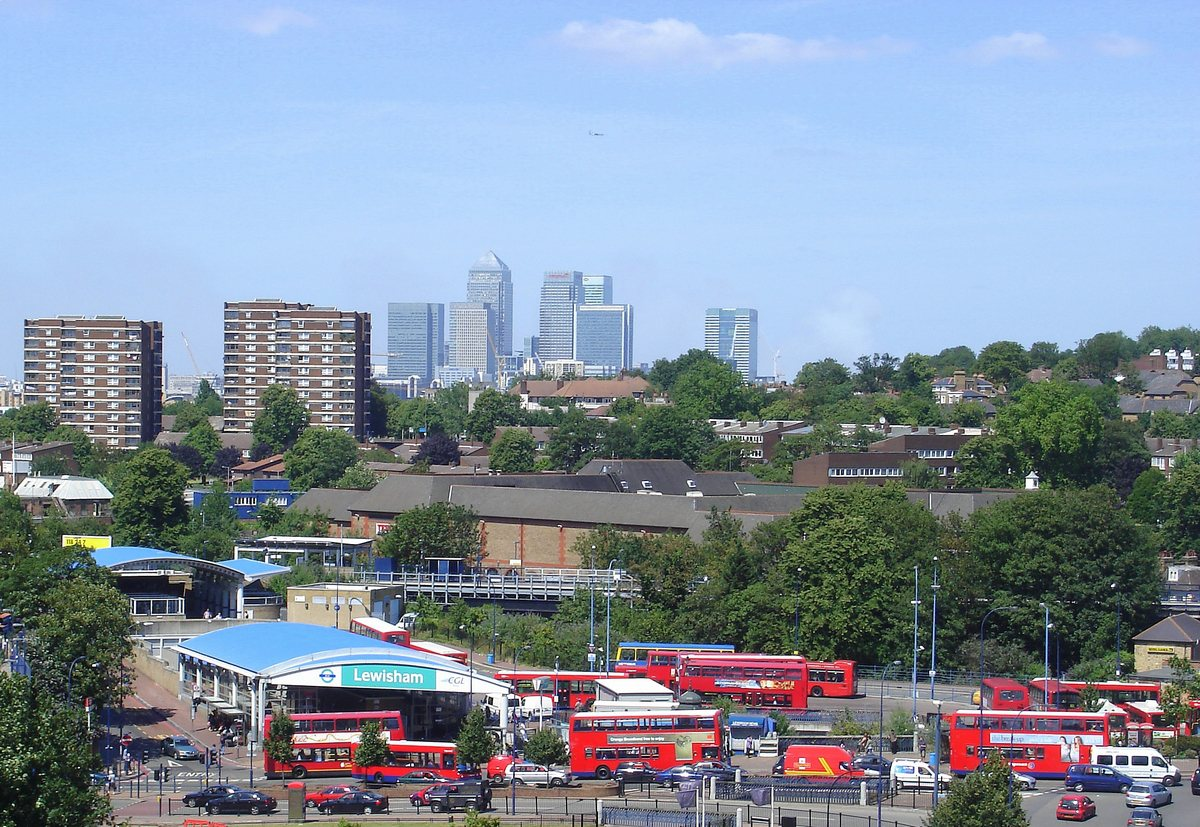
Vy över Lewisham

Lewisham är en stadsdel (district) i sydöstra London, England, Storbritannien. Den är huvudort i London Borough of Lewisham.
Platsen är en viktig knutpunkt för kommunikationer. Det ligger vid A20 mot Dover och i början av A21 till Hastings. Lewisham har en bussterminal, järnvägsstation och är den sydliga ändstationen på Docklands Light Railway. 